# Права человека в Чечне в ходе Второй чеченской войны
В ходе Второй Чеченской войны были зафиксированы многочисленные нарушения прав человека всеми сторонами конфликта.

## Нарушения прав человека в Чечне российскими военными
Нарушения прав человека в Чечне российскими военными — убийства, похищения, избиения и пытки населения Чечни российскими силовыми структурами. Некоторые из преступлений, совершенных федеральными войсками, были расследованы в Европейском суде по правам человека, после чего Россия выплачивала потерпевшим крупные компенсации. Большинство нарушений прав человека в судах России не были рассмотрены или обвиняемым были вынесены мягкие приговоры.

### 2000 год
По утверждению издания Ежедневный журнал, в январе 2000 года в Старопромысловском районе Чечни российские военные устроили нападение на мирных жителей с целью наживы: женщин расстреливали, чтобы с них было проще снять серьги, причем расстреливали и людей со славянской внешностью.
Существует информация о том, что весной или летом 2000 года представителями российских правоохранительных органов было казнено неизвестное число взятых в плен боевиков. Речь идёт о небольшой группе, участвовавшей в бою с сержантом курского ОМОН Андреем Хмелевским (посмертно удостоенным звания Героя России). По свидетельству одного из курских омоновцев: «Вскоре эту банду поймали. Жалко, мы не успели допросить. Задержали их собровцы. Установили личности и тут же всех уничтожили».

#### Массовое убийство в Новых Алдах
По утверждению изданий Ежедневный журнал и Новая газета, 5 февраля 2000 года российскими военными были расстреляны 56 мирных жителей в посёлке Новые Алды и прилегающих районах города Грозного. Сообщалось, что большинством убитых жителей были чеченцы, некоторые — русские. Российская сторона не признала своей вины в происшедшем, но не отрицала, что в этот день в Новых Алдах петербургский ОМОН проводил «специальную операцию». Тем не менее Россия проиграла все процессы по этому делу в Европейском суде по правам человека. По утверждению Новой газеты, российский ОМОН действовал предельно жестоко, расстреливая детей, женщин и стариков, а затем сжигая ещё живых людей. Сообщалось также об изнасилованиях женщин и отрезании голов (49-летнему Султану Темирову, как утверждалось, живому отрезали голову, а тело бросили собакам). Сообщалось, что ОМОН сначала требовал от жителей золото и деньги, после чего жители расстреливались, при этом у некоторых трупов российские военные вырывали золотые зубы.

### 2002 год
Утверждалось, что 2 марта 2002 года были убиты четверо молодых чеченцев. По словам правозащитницы Либхан Базаевой, молодые люди строили теплицу, когда к ним подошли солдаты и увели для проверки документов. Через два дня российские каналы объявили о перестрелке этих людей с солдатами, в результате которой эти люди, которые при этом упоминаются как террористы, были убиты. По утверждению Базаевой, тела убитых парней были исколоты ножом, руки связаны за спиной, у одного сильно повреждено ухо. Базаева: "Это преступление останется безнаказанным, никто не будет искать виновных российских солдат. Такие преступления — в порядке вещей. Разложение в армии достигло предела, торговля трупами, изнасилования случаются все чаще и чаще, и изнасилования мужчин — «новая практика» — происходят во множестве... Военные прямо говорят нам, что убьют всех наших мужей, и сделают нас своими женами, чтобы мы рожали русских детей».

### 2005 год
По утверждению Анны Политковской: «13 января 2005 года федеральные силы в селении Зумсой Итум-Калинского района осуществляли зачистку: грабили местных жителей, осуществляли погромы. После завершения зачистки погрузили в вертолеты четверых местных жителей: Ваху и Атаби Мухаевых (16-летний подросток), отца и сына, а также Шахрана Насипова и Магомед-Эмина Ибишева. После этого никто их не видел. Военные утверждали, что все четверо ушли в горы воевать к бандитам, хотя именно российские военные их увезли в тот день. Потом, той же зимой, федеральные войска ещё раз приходили в селение: разрушили школу, осквернили мечеть, вырезали скот, заявив, что они там не дадут людям жить, иначе там могут скрываться боевики». По утверждению организации "Мемориал", 4 июля людьми в масках, чисто говорившими на русском языке, был расстрелян глава сельской администрации Абдул-Азим Янгульбаев на глазах свидетелей за то, что требовал от властей возвращения украденных мирных жителей. Оставшиеся в живых Мехти и Салях Мухтаевы отправили жалобу в страсбургский суд, а уже осенью в правительство РФ пришёл официальный запрос из Страсбурга. В ночь с 29-го на 30 декабря приехали и за Мехти Мухтаевым: в нижнем белье и босиком его увезли люди в камуфляжной униформе и масках, говорившие по-чеченски, в СИЗО № 1 города Грозный. Утверждалось, что его пытали несколько недель, угрожали смертью родных. Затем по показаниям сильно избитого заключенного, который при даче показаний не мог даже стоять на ногах, он был обвинен в бандитизме. Позднее свидетельствовавший против него утверждал, что его заставили дать ложные показания под пытками. По утверждению Анны Политковской,  следователи хотели доказать Страсбургу, что заявитель является сепаратистом, и именно поэтому обратился в суд с жалобой на российскую власть.

### Процессы против России и российских военных

#### Процессы в России
В большинстве случаев дела против российских военных либо не рассматривались российскими судами, либо выносились очень мягкие приговоры. Как отмечал в мае 2008 года Уполномоченный по правам человека в Чеченской Республике Н. Нухажиев, «1873 уголовных дела, возбужденных по фактам похищения людей, остаются нераскрытыми и приостановленными за неустановлением лиц, причастных к преступлениям. Все эти уголовные дела находятся в производстве территориальных гражданских прокуратур, а учитывая, что подозреваемыми в их совершении являются военнослужащие, все эти дела практически обречены быть приостановленными».
Однако ряд процессов вызвал серьёзный общественный резонанс.
- Одним из наиболее громких дел было дело Буданова. Данное дело сопровождалось сильным давлением со стороны военных. В результате Буданов был обвинен в убийстве молодой женщины. После того, как Буданов был осужден, он был амнистирован, но после возмущений правозащитного сообщества и ряда политиков, преступник вновь был вынужден вернуться за решетку. Через некоторое время после освобождения был убит.
- Другим громким процессом против российских военных был суд над Аракчеевым и Худяковым. Аракчеев подозревался в убийстве 3-х рабочих в Чечне. В результате после двух оправдательных приговоров третий суд приговорил Худякова и Аракчеева к 17 и 15 годам лишения свободы соответственно.[9][10].
- Ещё одним известным делом было дело Ульмана. Ульман был признан виновным в убийстве, превышении служебных полномочий и умышленном уничтожении имущества и осужден на 14 лет лишения свободы с отбыванием наказания в колонии строгого режима. На 11 лет осужден лейтенант Александр Калаганский, на 12 лет — прапорщик запаса Владимир Воеводин.
- Офицер Нижневартовского УВД Сергей Лапин в 2005 г. был осужден на 11 лет лишения свободы по обвинению в умышленном причинении тяжкого вреда здоровью при отягчающих обстоятельствах, превышении должностных полномочий при отягчающих обстоятельствах и служебном подлоге (в связи с исчезновением в январе 2001 г. Зелимхана Мурдалова). В 2007 г. его дело было направлено Верховным судом на новое рассмотрение.[11]

#### Процессы в Страсбурге
На май 2010 года, по подсчетам «Human Rights Watch», ЕСПЧ вынес по «чеченским делам» 137 постановлений о признании российского правительства ответственным за серьёзные нарушения ЕКПЧ. В декабре 2011 года эта организация насчитала уже более 185 случаев, когда ЕСПЧ признал РФ и её представителей ответственными за нарушения прав человека в Чечне. Исполнение Россией решений ЕСПЧ подвергается критике, в частности, «HRW».

#### Другие дела и расследования
По утверждениям правозащитных организаций, в Чечне с 1999 года пропали без вести до 5 тысяч человек.
По данной в 2008 году оценке Уполномоченного по правам человека в Чеченской Республике Н. С. Нухажиева, „Анализ деятельности органов военной прокуратуры ОГВ(с) и других структурных подразделений военных прокуратур Северо-Кавказского военного округа, многочисленная переписка правозащитных организаций по фактам ненадлежащего расследования уголовных дел о воинских преступлениях против мирного населения, начиная с начальной стадии контртеррористической операции на Северном Кавказе, свидетельствуют о тенденциозности при их расследовании и желании любой ценой увести от ответственности виновных лиц (..) А между тем, тысячи уголовных дел о преступлениях военных против мирного населения продолжают оставаться нераскрытыми. Лица, виновные в их совершении, находятся на свободе, тем самым показывая пример вседозволенности (почему-то именно на территории Чеченской Республики) другим представителям военного ведомства (..) применение судами присяжных чрезмерно мягкого наказания, несоответствующего фактическим обстоятельствам преступления и тяжести содеянного, либо полного освобождения матерых военных преступников от наказания, на мой взгляд, практически провоцирует военных на совершение новых преступлений против мирного населения.“

### Заявления ряда зарубежных политиков и представителей сепаратистов
Чешский депутат и журналист Яромир Штетина перед визитом Путина в Прагу отказался присутствовать на парламентском слушании, где должен был выступать Путин:
Я не могу находиться под одной крышей с офицером КГБ, который несет политическую ответственность за геноцид чеченского народа…
Яромир Штетина долгое время работал в качестве корреспондента в Чечне и расследовал массовые убийства мирного населения.
Хирург и министр здравоохранения Ичкерии Умар Ханбиев утверждал, что Кремль хочет прийти «к окончательному решению» чеченской «проблемы». «Уничтожение нашего народа идет полным ходом, это геноцид». 2 апреля 2004 года в Женеве Умар Ханбиев со следующей речью обратился к Комиссии по правам человека Организации Объединённых Наций:
Концентрационные лагеря, пытки, внесудебные экзекуции, похищения людей, торговля заложниками и трупами, эскадроны смерти, экспериментирование оружия на заключенных, скрытые массовые захоронения — вот реальность сегодняшней Чечни.
В некоторых случаях молодых людей связывали и взрывали для запугивания населения. Каждый вид оружия применялся против гражданского населения, включая и оружие, запрещенное женевской конвенцией, такое как зажигательные и авиационные вакуумные бомбы. Мы имеем подтверждения об использовании нового совмещенного химически-бактериологического оружия.
В соответствии с данными Министерства здравоохранения Чечни и независимыми данными, 25 % чеченского населения с начала войны погибло, 30 % стало беженцами. Люди, оставшиеся в Чечне, стали заложниками, и подвергаются ежедневным авианалетам, бомбардировкам, «зачисткам» и экзекуциям.

Пришло время понять, что Россия проводит не антитеррористическую операцию, а колониальную войну, позорную кампанию террора, направленную на физическое и моральное уничтожение чеченского народа.

30 литовских парламентариев обратились в Европарламент, ПАСЕ и ОБСЕ, высказывая озабоченность ситуацией в Чечне. Они считают, что игнорирование положения мирного населения в Чечне, косвенно «вносит вклад в уничтожение чеченского народа». Они также заявили: 
Международные организации обходят юридическую и историческую причину российской войны в Чечне и вместе с тем косвенно санкционируют истребление чеченского народа. Мы считаем, что это настраивает народы друг против друга, разрушает европейскую цивилизацию и создает реальную угрозу всем. Выход один — требования соблюдения Россией всеми признанных норм международного права"

## Деятельность властей Чечни
В 2009 году Human Rights Watch опубликовала доклад «Расплата за детей» о поджогах домов в Чечне как средстве коллективного наказания, в котором указывает, что «Субъектами этих нарушений теперь выступают главным образом республиканские силовые структуры, которые фактически контролируются президентом Рамзаном Кадыровым».
Критике подвергается также реакция властей Чечни на убийства женщин

## Нарушения прав человека со стороны чеченских боевиков
То, что боевики совершали грубые нарушения прав человека, по данной в 2008 г. оценке профессора ЛУМ Ф. Лича, «широко признано». Нарушениям норм гуманитарного права посвящена глава в Докладе о соблюдении прав человека в Российской Федерации в 1999 году Московской Хельсинкской группы.
Глава московского представительства Human Rights Watch Д. Лохман в своей лекции в УРАО в 2000 году отметил, что «Сейчас снова совершается все больше и больше нарушений прав человека со стороны боевиков: они кладут мины, совершают нападения на пророссийскую администрацию, на гражданских лиц, которые не участвуют в вооруженном конфликте <…> С этим новым, третьим этапом войны увеличилось количество нарушений прав человека со стороны боевиков. Было совершено множество нападений на чеченцев, которые сотрудничают с российскими властями. Конечно, если это вооруженные люди, то в ходе вооруженного конфликта в них можно стрелять, на них можно нападать, но на женщину, которая является главой Нажаюртовской администрации было совершено нападение, были угрозы, были нападения на её детей, то это очевидное нарушение Международного гуманитарного права». Как отмечает Human Rights Watch в 2009 году, «на протяжении всего конфликта тяжкие преступления совершались и чеченскими боевиками, в том числе жестокие теракты против гражданских лиц как в Чечне, так и за её пределами».
Ряд действий сепаратистов, в том числе террористические акты, расценивается как военные преступления и преступления против человечности в исследовании Нижегородского фонда в поддержку толерантности и Общества российско-чеченской дружбы и как пытки и жестокое обращение в докладе «Мемориала» и FIDH.

### Теракты и другие преступления чеченских боевиков перед Второй чеченской войной
1. Теракт в Минеральных Водах (28 июля 1994; погибло 4 человека, ранено больше 10)
2. Теракт в Будённовске (14—19 июня 1995; погибло 129, ранено 415)
3. Теракт в Кизляре (9 января 1996; погибло 78 (по данным боевиков - около 800); ранены сотни человек)
4. Убийство сотрудников Красного Креста в Чечне (17 декабря 1996; погибло 6 человек)
5. Теракт в Армавире (23 апреля 1997; погибло 3 человека, ранено 12)
6. Убийство британских инженеров в Чечне (7 декабря 1998; погибло 4 человека)
7. Теракт во Владикавказе (19 марта 1999; погибло 52, ранено более 300)
8. Похищение Аллы Гейфман (20 мая—16 декабря 1999)

### Теракты и другие преступления чеченских боевиков во время Второй чеченской войны (с 7 августа 1999)
1. Взрыв на Манежной площади (31 августа 1999; погиб 1 человек, ранено 40)
2. Теракт в Буйнакске (4 сентября 1999; погибло 64 человека, ранено 146)
3. Убийство российских военнослужащих в селе Тухчар (5 сентября 1999; казнено 9 пленных) - пример грубого нарушения чеченскими боевиками Конвенции об обращении с военнопленными.
4. Взрывы жилых домов в России в сентябре 1999 года (4—16 сентября 1999; погибло 307 человек, ранено около 1700)
5. Теракт на Каширском шоссе (13 сентября 1999; погибло 124 человека, ранено 7)
6. Террористический акт в Волгодонске (16 сентября 1999; погибло 19 человек, ранено 89)
7. Массовое убийство русских в Мекенской 8 октября 1999 года (погибли 37 человек, 20 ранено)
8. Похищение и убийство журналиста В.Г. Яцины (20 февраля 2000)
9. Похищение и убийство Г.Н. Шпигуна (март 2000)
10. Похищение журналиста Бриса Флетьо (октябрь 1999—12 июня 2000)
11. Похищение журналиста В.Е. Петрова (20 июня 1999—19 июля 2001)
12. Похищение правозащитницы С.И. Кузьминой (20 июня 1999—19 июля 2001)
13. Теракты в Чечне 2 июля 2000 года (погибли десятки человек, ранены десятки человек)
14. Угон Ту-154 в Саудовскую Аравию 15—16 марта 2001 года (погибло два человека, несколько ранено)
15. Теракт в Каспийске (9 мая 2002; погибло 43 человека, ранено 120)
16. Теракт на Дубровке (23 — 26 октября 2002; 174 (по официальным данным - 130), ранено более 700)
17. Взрыв у Дома Правительства Чечни (27 декабря 2002; погиб 71 человек, ранено 640)
18. Взрыв на рок-фестивале «Крылья» (5 июля 2003; погибло 15 человек, ранено 60)
19. Взрыв у военного госпиталя в Моздоке (1 августа 2003; погибло 52 человека, ранено 82)
20. Взрыв в поезде Кисловодск — Минеральные Воды (3 сентября 2003; погибло 7 человек, ранено 40)
21. Взрыв в поезде Кисловодск — Минеральные Воды (5 декабря 2003; погибло 7 человек, ранено 80)
22. Взрыв УФСБ Надтеречного района (12 мая 2003; погибло 59 человек, ранено более 200)
23. Взрыв у гостиницы «Националь» (9 декабря 2003; погибло 6 человек, ранено 14)
24. Теракт в Грозном 9 мая 2004 года (погибло 7 человек, ранено 50)
25. Уничтожение двух пассажирских самолётов в небе над Россией 24 августа 2004 года (погибло 89 человек)
26. Теракт у станции метро «Рижская» (31 августа 2004; погибло 10 человек, ранен 51)
27. Террористический акт в Беслане (1—3 сентября 2004; погибло 333 человека, ранено более 800)
28. Взрыв автобуса в Тольятти (31 октября 2007; погибло 8 человек, ранено 56)
29. Атака боевиков на Центарой (29 августа 2010; погибло 6 человек, ранено 18)
30. Вооружённое нападение на здание парламента Чечни (19 октября 2010; погибло 3 человека, ранено 17)